# 寿阳曲
《寿阳曲》，词牌名。一名《落梅风》。

## 第一种体裁
单调二十七字，五句一平韵、三仄韵。

### 词牌格式
平平仄，平仄平（韵），仄平平，仄平平仄（韵），平平仄平平仄仄（韵），仄平平，仄平平仄（韵）。

### 例词
- 张可久
  - 东风景。西子湖。湿冥冥、柳烟花雾。黄莺乱啼蝴蝶舞。几秋千、打将春去。

## 第二种体裁
单调二十八字，五句四仄韵。

### 词牌格式
平平仄。仄仄仄（韵）。仄平平、仄平平仄（韵）。仄平平、仄平平仄仄（韵）。仄平平、仄平平仄（韵）。

### 例词
- 张可久
  - 弹初罢。酒暂歇。醉诗人、满山红叶。问山中、许由何处也。剩猿啼、冷泉秋月。

## 第三种体裁
单调三十二字，五句一平韵、三仄韵。

### 词牌格式
仄仄平平仄。仄平平仄平（韵）。仄平平、仄平平仄（韵）。仄平平、仄平平仄仄（韵）。仄平平、仄平平仄（韵）。

### 例词
- 张可久
  - 载酒人何处。倚栏花又开。忆秦娥、远山眉黛。锦云香、鉴湖宽似海。还不了、五年诗债。
- 寿阳曲
  - 炎阳何时过。夏去秋又来。思汉唐、常人何爱。至现今、视尔等新败。起不了，如今还盼。